# Obermühle Klaffer

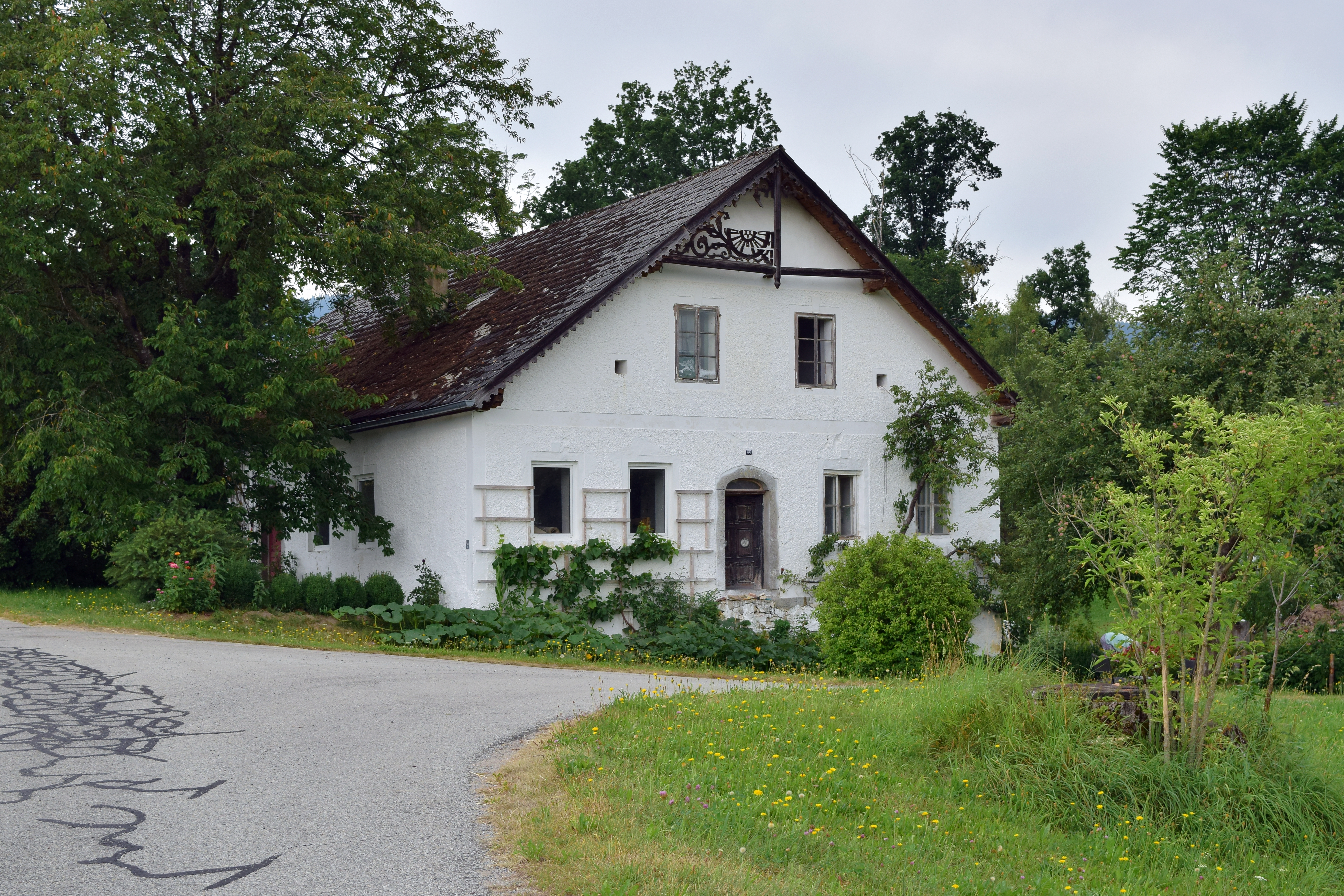
Obermühle Klaffer

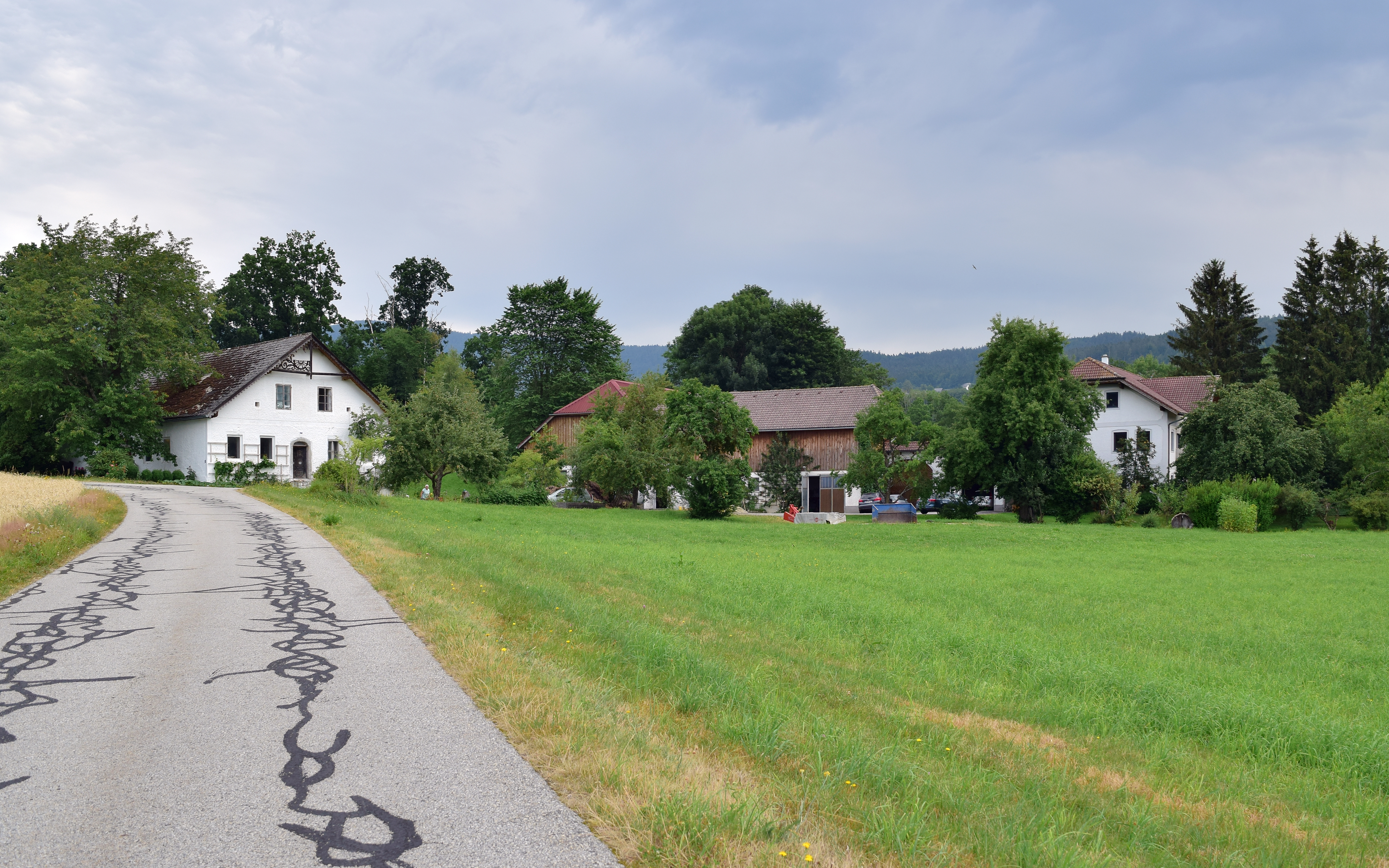
Mühle mit Nebengebäuden

Die Obermühle Klaffer (auch Klaffermühle genannt) steht nordöstlich der Ortschaft Klaffer am Klafferbach in der Gemeinde Klaffer am Hochficht im Bezirk Rohrbach im Oberen Mühlviertel.

## Geschichte
Eine erste Erwähnung der Mühle stammt aus dem Jahr 1522. Am Eingang zur Säge war die Jahreszahl 1785 zu sehen. Die spätbarocke Mühle wurde im dritten Drittel des 18. Jahrhunderts erbaut und im 19. Jahrhundert erheblich erweitert. Nach einem Brand im Jahr 1904 wurde die Mühle wiederaufgebaut. Bis 1957 war die Obermühle als Lohnmühle in Betrieb, danach nur noch als Hausmühle. Die letzten Bauern, die 1957 insgesamt knapp 1000 kg Korn zur Mühle brachten, stammten aus Klaffer, Freundorf, Salnau, Seitelschlag und Vorderanger. Als 1963 der Sägebetrieb und 1964 der Mühlenbetrieb eingestellt wurden, diente die verbliebene Turbine noch der Stromerzeugung, hauptsächlich für den Eigenbedarf.

## Architektur
Der mächtige zweigeschoßige Bau unter einem Satteldach zeigt im Giebel Holzschnitzereien, die Fassade zeigt eine Putzband- und Gesimsgliederung, die Fenster haben teils Granitleibungen und Steckgitter, die Fensterläden zeigen bäuerliche barocke Bemalung, die Rautentür hat ein barockes Schloss.
Im Gebäudeinneren gibt es Tonnengewölbe mit Stichkappen und Platzlgewölbe, in der Stube gibt es einen Stuckgiebel, es gibt Böden aus Granitplatten.